# Larsmo
Larsmo (Fins: Luoto) is een gemeente in de Finse provincie West-Finland en in de Finse regio Österbotten. De gemeente heeft een landoppervlakte van 142,45 km² en telt 5.732 inwoners (2022).
Larsmo is een eentalig Zweedse gemeente.

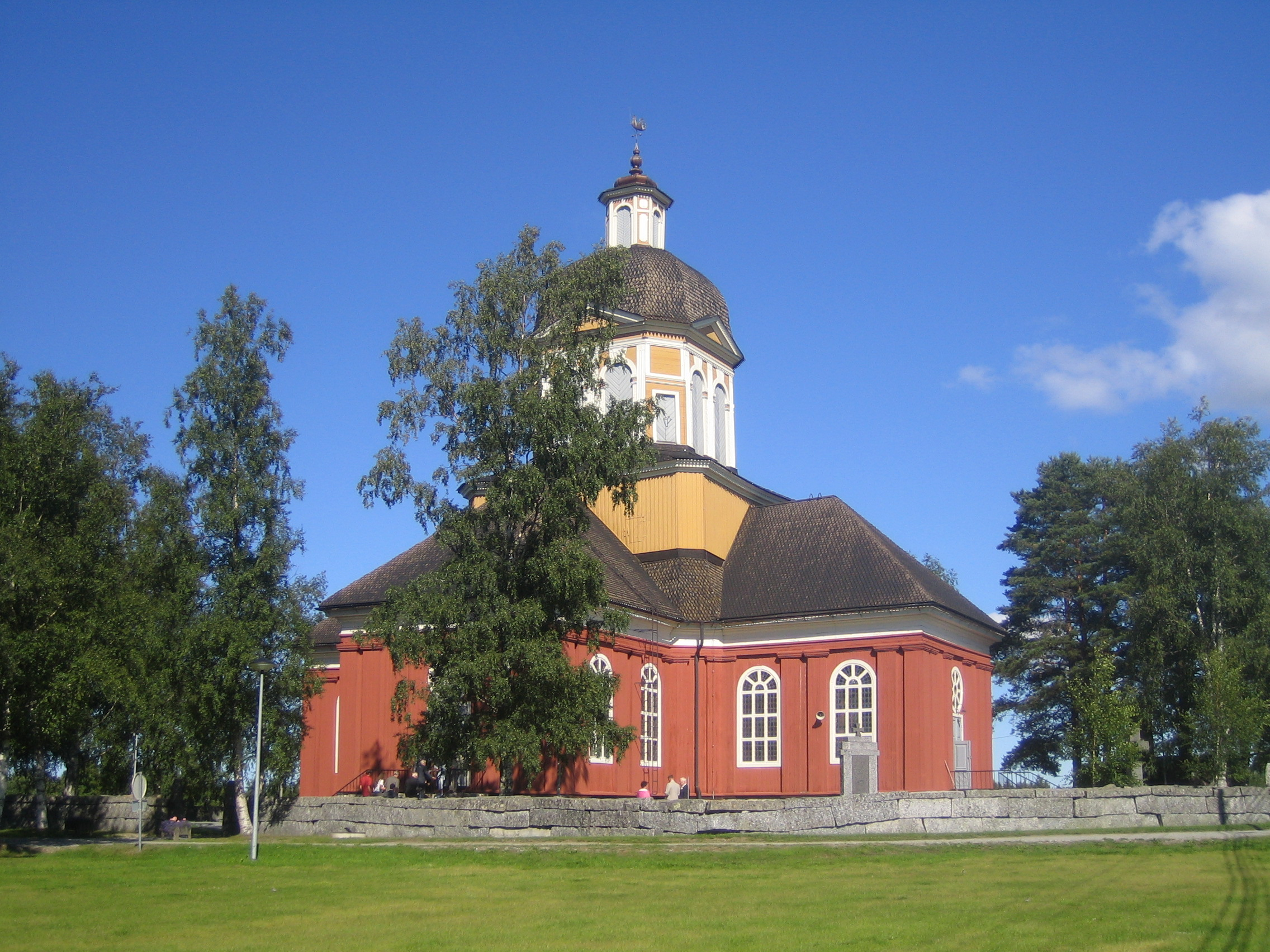
Kerk van Larsmo

Isokyrö · Jakobstad · Kaskinen · Korsholm · Korsnäs · Kristinestad · Kronoby · Laihia · Larsmo · Malax · Närpes · Nykarleby · Pedersöre · Vaasa · Vörå
Voormalige gemeenten:
Bergö · Björköby · Esse · Jeppo · Kvevlax · Lappfjärd · Maxmo · Munsala · Nederfetil · Nykarleby landskommun · Oravais · Övermark · Petalax · Pörtom · Purmo · Replot · Sideby · Terjärv · Tjöck · Vähäkyro · Vörå · Vörå-Maxmo